# باشگاه فوتبال کویینز پارک

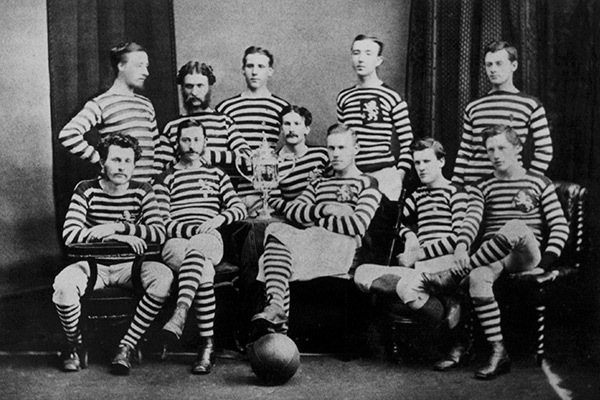
بازیکنان اسبق باشگاه فوتبال کویینز پارک - ۱۸۷۴

باشگاه فوتبال کویینز پارک (به انگلیسی: .Queen's Park F.C) باشگاه فوتبال اسکاتلندی واقع در گلاسکو می‌باشد که در لیگ دسته دوم فوتبال اسکاتلند حضور دارد.کیت لباس اصلی اولیه این باشگاه فوتبال نسبتاً پرافتخار اسکاتلندی، در ابتداء به صورت راه راه افقی خطوط سیاه و سفید بود به همین دلیل مورد حواشی زیادی قرار داشت. اما از همان شروع فعالیت نمودی از خود به طور حرفه‌ای و عالی برجای گذاشت. این باشگاه فوتبال اسکاتیش(اسکاتلندی)اکنون به دلیل افت سطح بازی‌ها و کیفیت تیمی خود به لیگ دسته دوم فوتبال اسکاتلند نزول کرده است اما زمان زیادی که در لیگ برتر اسکاتلند حاضر بود و حتی از باشگاه هایی مانند سلتیک با پیروزی عبور می کرد و گاه گاهی در صدر جدول یا یکی از پنج تیم اول اسکاتلند جای می گرفت، بیشتر از آن جهت پرافتخار است زیرا ۱۰ قهرمانی در جام حذفی فوتبال اسکاتلند دارد و از این لحاظ سومین تیم برتر اسکاتلندی ها می باشد.این باشگاه از اوایل تاسیس تاکنون دارای هواداران خاص خود حتی در کل جزیره انگلیس بوده است.

## افتخارات
- ۱۰ قهرمانی جام اتحادیه اسکاتلند
- ۲ قهرمانی دسته دوم لیگ اسکاتلند[۳]